# Ben Akkaya
Ben Akkaya (* 17. Oktober 1983 in Lorch bei Stuttgart) ist ein deutsch-türkischer Schauspieler.

## Leben
Ben Akkaya wurde schon in frühem Alter auf der Bühne entdeckt und durch das Junge Ensemble Stuttgart (JES) gefördert, unter anderem in internationalen Theaterproduktionen.
Für das Fernsehen wurde er erstmals für die türkische Sitcom „Tas Ailesi“ engagiert, wo er die durchgehende Rolle des jungen Deutsch-Türken „Remzi“ erhielt.
Es folgten diverse Film- und Fernsehauftritte.
Ben Akkaya schreibt nach eigenen Angaben in seiner Freizeit gerne Drehbücher.
Neben der schauspielerischen Beschäftigung tritt Ben Akkaya gelegentlich auch als Stand-up-Comedian u. a. in StandUpMigranten auf.

## Filmografie (Auswahl)
- 2006–2007: Tas Ailesi – türkische Sitcom Kanal D
- 2010: Black Forest
- 2010: Tatort: Die Heilige
- 2010: Tiere bis unters Dach – Der Hundefänger
- 2011: Heiter bis tödlich: München 7
- 2013: Der Comedian
- 2014: Tatort: Die Sonne stirbt wie ein Tier
- 2015: Tante Olgün
- 2016: SECURITY
- 2016: SOKO Stuttgart – King of Vegan
- 2017: Klassentreffen
- 2018: Hubert und Staller – Die letzte Wurscht
- 2018: Die Rosenheim-Cops
- 2018: Toni, männlich, Hebamme – Daddy Blues
- 2018: Die Chefin
- 2018: München Laim und der letzte Schuldige
- 2021: Frühling – Große kleine Lügen
- 2021: Faltenfrei (Fernsehfilm)
- 2022: XY gelöst
- 2025: In aller Freundschaft – Die jungen Ärzte – Geschwisterliebe

## Stand-up-Comedy (Auswahl)
- 2013–2014: Nachvorurteil „Was lan, ich bin Spanier moruk!“

## Theater (Auswahl)
- 2004–2005: Brief, JES Theater, Internationales Theaterprojekt
- 2004: Ich Feuerbach, JES Theater, Stuttgart
- 2005: Fragmente von „The Endgame“ in Kairo Welttheaterfestival
- 2005: Gretchen 89ff in Esslingen Landesbühne
- 2008–2009: Günther geht nach Mersin, Mehmet machte es andersrum – Theater Ulm
- 2014–2016: Die Dreigroschenoper, Theater Fellbach